# Lamotte-Buleux
Lamotte-Buleux è un comune francese di 360 abitanti situato nel dipartimento della Somme nella regione dell'Alta Francia.

## Società

### Evoluzione demografica
Abitanti censiti